# مركز دراسات التعليم الشامل
يعد مركز دراسات التعليم الشامل (CSIE)مركزًا مستقلاً ومسجلاً كمؤسسة خيرية وهو موجود في المملكة المتحدة ويهدف إلى تعزيز أسلوب شامل في التعليم. وقد أصدر هذا المركز، كجزء من أعماله، كتيبات في الممارسة الشاملة وملخصات للقوانين التي تتعلق بالشمولية.

## وصلات خارجية
- CSIE official website
- CSIE resources